# Jujuies
Jujuies és un poble indígena sedentari, que donaren el seu nom a la província de Jujuy a l'Argentina, una de les que estan habitades des de fa més anys. Possiblement va ser una denominació genèrica donada pels hispans per a senyalar les tribus que amagaven els seus habitatges cap on actualment nomenam Cuyaya, La Almona i Juan Galán.
Cap al sud, i seguint les aigües del riu Grande, vivien les tribus dels palpalás. Compartien aquesta zona junt amb els omaguaca i els ocloyas. L'ètnia dels jujuies estava conformada, entre d'altres, per tribus com els chirimanos, els pelicochos, els palomos i els churumatas.